# کنکارنو
کنکارنو (به فرانسوی: Concarneau) یک کمون در فرانسه با جمعیت ۲۰٬۶۰۴ نفر است که در Canton of Concarneau واقع شده‌است.